# Jariyan al Batnah
Jariyan al Batnah (arabo:  جريان الباطنة) è una municipalità del Qatar di 6 308 abitanti.